# Nhiệt độ thấp nhất từng được ghi nhận trên Trái Đất

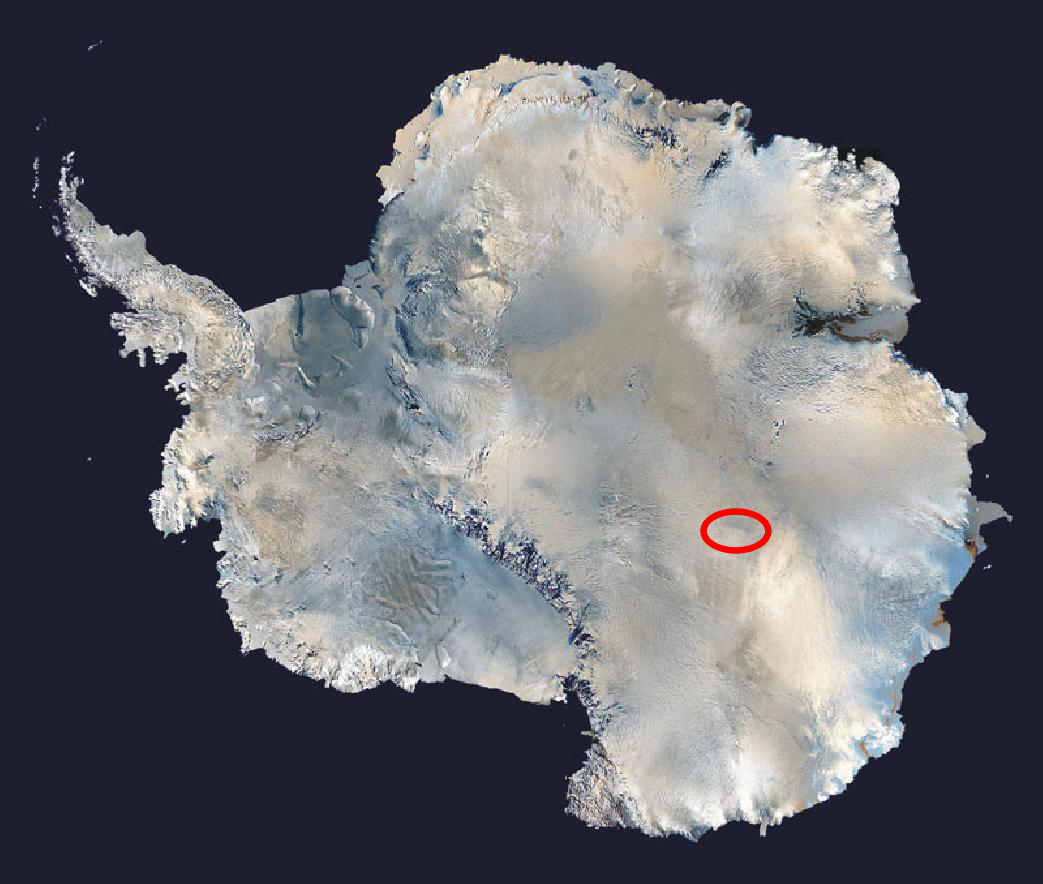
Vị trí của trạm Vostok ở châu Nam Cực

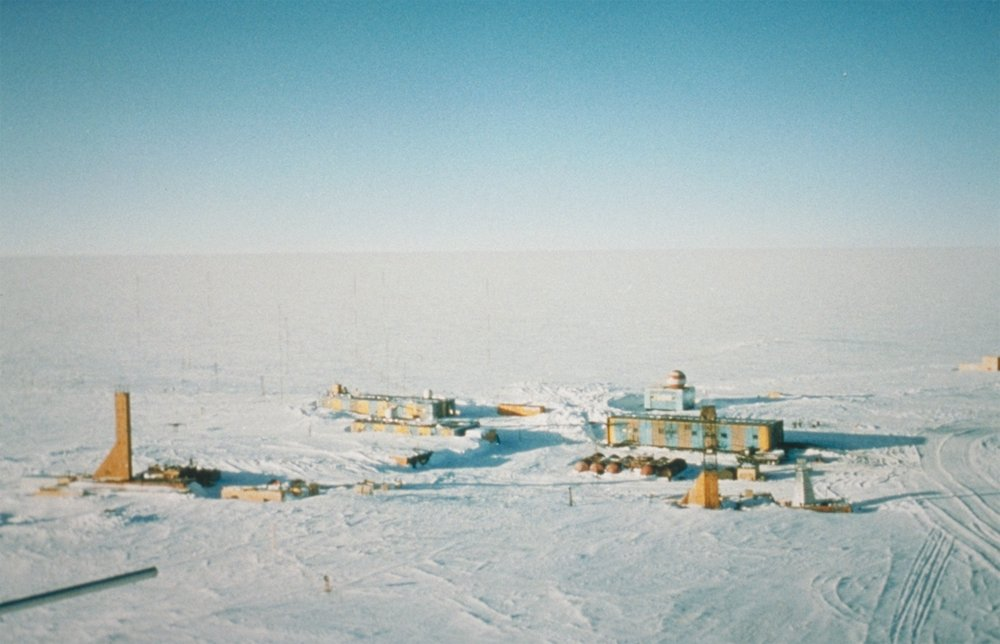
Ảnh chụp trạm Vostok từ trên không

Nhiệt độ tự nhiên thấp nhất từng được ghi nhận trực tiếp trên bề mặt Trái Đất là −89,2 °C (−128,6 °F; 184 K) tại trạm Vostok của Liên Xô ở châu Nam Cực vào ngày 21 tháng 7 năm 1983. Đây là nhiệt độ không khí gần bề mặt được đo ở vị trí có độ cao 3.488 m trên mực nước biển thuộc cao nguyên Đông Nam Cực.
Nhiệt độ bề mặt tại trạm Vostok vào mùa đông biến động lớn theo ngày hoặc liên năm bởi độ nhạy cao với sự xâm nhập của các khối khí biển khi hoạt động của sóng Rossby thay đổi quanh lục địa. Nhiệt độ kỷ lục như vậy xảy ra bởi năm điều kiện đặc thù:
1. Nhiệt độ tại lõi của xoáy trung tầng đối lưu đạt giá trị thấp gần kỷ lục
2. Tâm của xoáy di chuyển đến gần trạm
3. Một kiểu dòng thổi gần như hoàn lưu duy trì quanh trạm trong một tuần dẫn tới rất ít không khí ấm bình lưu từ vĩ độ thấp
4. Sức gió bề mặt ở trạm yếu
5. Không ghi nhận mây hay bụi kim cương phía trên trạm trong một tuần, thúc đẩy thất thoát nhiệt vào không gian qua phát bức xạ sóng dài.

Các nhà nghiên cứu ước tính nếu tình trạng bị cô lập kéo dài hơn nhiệt độ bề mặt tại Vostok có thể xuống khoảng −96 °C.
Tổ chức Khí tượng Thế giới (WMO) xác nhận nhiệt độ −89,2 °C là kỷ lục, tuy nhiên do các điểm quan trắc mặt đất phân bố thưa, có thể tồn tại những nơi có mức nhiệt thấp hơn nhưng đã không được ghi nhận. Dữ liệu vệ tinh chỉ ra 100 địa điểm có nhiệt độ bề mặt xấp xỉ −98 °C vào những mùa đông giai đoạn 2004–2016, quy ra nhiệt độ không khí độ cao 2 m cỡ −94 ± 4 °C. Nhiệt độ cực thấp đến dưới −90 °C thường xảy ra hơn khi xoáy cực đạt cường độ mạnh. Tương tự, nghiên cứu khác cũng khai thác dữ liệu thu thập bởi Bức xạ quang phổ kế Chụp ảnh Độ phân giải Vừa (MODIS) và chỉ ra nhiệt độ bề mặt đất thấp nhất xuống tới −110,9 °C, thấp hơn nhiều số liệu WMO công nhận.

## Lịch sử các mức nhiệt thấp nhất được khám phá
Nhiệt độ được biết là "thấp nhất thế giới" đầu tiên do một thương gia người Nga tên Neverov ghi lại vào ngày 21 tháng 1 năm 1838 ở Yakutsk (đông bắc Siberia). Công cụ đo là nhiệt kế Réaumur chỉ ra mức nhiệt −48 °R (−60 °C). Trước thời điểm đó, chưa từng có nhiệt độ nào thấp như vậy được tường thuật kể cả từ những chuyến thám hiểm địa cực.
Vào năm 1885, Niên sử Khí tượng Nga cho biết nhiệt độ thấp nhất tại Verkhoyansk tháng 1 năm đó là −67,1 °C. Tháng 2 năm 1892, mức nhiệt −69,8 °C được quan trắc. Năm 1910, Alexander Voeikov nhận định nhiệt độ thấp nhất tháng 2 năm 1892 tại Verkhoyansk là −72 °C. Boris Golitsyn, nhà vật lý tại Đài thiên văn Vật lý Trung ương, Petrograd, phủ nhận cả con số −69,8 °C lẫn −72 °C, kết luận nhiệt độ không khí thấp nhất ở Verkhoyansk là −68 °C. Từ đó sách giáo khoa Nga nhìn chung nêu rằng −68 °C là nhiệt độ thấp nhất trên Trái Đất.
Kể từ giữa thập niên 1930 sách giáo khoa Liên Xô xác định nơi lạnh nhất là Oymyakon, một lũng buốt giá cách Verkhoyansk khoảng 644 km về phía đông nam. Dữ liệu quan trắc thu thập ở cả hai địa điểm trong thời kỳ 1930−1933 cho thấy Oymyakon luôn lạnh hơn, nhất là vào mùa đông. Về nhiệt độ không khí gần mặt đất thấp nhất có phần tranh luận, sau này nhiệt độ tối thiểu tuyệt đối của Verkhoyansk và Oymyakon được hiệu chỉnh lần lượt là −67,6 °C và −67,7 °C, tức Oymyakon là nơi lạnh nhất.
Trước năm 1957, nhiệt độ thấp nhất ở châu Nam Cực được tin là khoảng −60,5 °C từ một cuộc hành trình tháng 7 năm 1911. Vào mùa đông năm 1957, trạm Amundsen–Scott tại Cực Nam đã liên tiếp ghi nhận hai kỷ lục nhiệt độ thấp: −73,6 °C ngày 11 tháng 5 và −74,5 °C ngày 17 tháng 9.
Trạm Vostok được thành lập vào ngày 16 tháng 12 năm 1957 gần Cực Địa từ Nam, trong Năm Địa vật lý Quốc tế 1957−58. Kỷ lục trước mức nhiệt −89,2 °C cũng được ghi nhận ở đây vào ngày 24 tháng 8 năm 1960 là −88,3 °C. Con số −89,2 °C ngày 21 tháng 7 năm 1983 cho đến nay vẫn là nhiệt độ thấp nhất từng đo được trực tiếp.

## Nhiệt độ thấp nhất con người tạo ra
Con người đã từng tạo ra các mức nhiệt độ tiệm cận không độ tuyệt đối trong phòng thí nghiệm. Tuy nhiên để đạt được không độ tuyệt đối là điều không thể bởi không thể loại bỏ toàn bộ động năng của các nguyên tử trong một hệ.
Vào năm 2021 một nhóm nhà nghiên cứu người Đức đã công bố thí nghiệm tạo ra nhiệt độ thấp nhất từng được biết là 38 picokelvin, cao hơn không độ tuyệt đối chỉ 38 phần ngàn tỷ kelvin (3,8×10−11 K) trong khoảng hai giây. Thí nghiệm bao gồm việc thả rơi khí lượng tử và bật tắt nhanh từ trường để đưa nguyên tử về trạng thái gần như bất động. Các nhà nghiên cứu phát biểu rằng trên lý thuyết họ có thể duy trì nhiệt độ này lâu đến 17 giây với môi trường không trọng lực, như ở ngoài không gian. Kỷ lục cũ trước đó là 36 phần triệu kelvin (3,6×10−5 K) được tạo ra bằng laser chuyên dụng.